# Sofilari

Mapa de Sofilari no município de Štip.

Sofilari é uma vila localizada no município de Štip, na República da Macedônia do Norte.